# Brujas 5
Las Brujas 5 (ウィッチーズ Uitchizu 5?) son un grupo de antagonistas de la serie de Sailor Moon. Trabajan para los Death Busters, también conocidos como Cazadores de la Muerte o Asociación de Brujas Impías. En el manga y en Sailor Moon Crystal están subordinadas a las órdenes una sexta bruja de nivel superior, Kaolinite. Las Brujas 5 se llaman: Eudial, Mimete, Tellu, Viluy, Cyprine y Ptilol. En España son conocidas como Eugenia, Mimete, Marta, Beatriz, Cyprine y Petirol; y en Latinoamérica como Eugeal, Mimete, Tellu, Viluy, Cyprine y Petirol.
Tanto en el manga como en el anime las Brujas 5 son un grupo de cinco mujeres que forman parte de una organización clandestina conocida como los Death Busters. Esta organización se dedica a ayudar a unos demonios extraterrestres a apoderarse del planeta Tierra, para lo cual obedecen las órdenes del líder de la raza extraterrestre, un ser llamado Pharaoh 90. Las Brujas 5 se hacen pasar por simples estudiantes y profesoras en el colegio Mugen, donde los Death Busters tienen su base de operaciones en un laboratorio subterráneo. Allí realizan experimentos secretos con el profesor Tomoe (científico de los Death Busters), quien crea unos monstruos llamados "daimones" con las semillas o huevos que le han sido entregados. Kaolinite y las 5 brujas entonces usan los daimones para atacar sigilosamente a las personas de Tokio, con el fin de encontrar "almas" o "corazones puros" para el futuro éxito de Pharaoh 90. Más adelante, también deben obedecer las órdenes de una criatura que se ha adueñado del cuerpo de la joven hija de Tomoe, Hotaru. Esta criatura ha sido enviada a la Tierra por Pharaoh 90 para preparar su conquista, y es conocida por ellos como "Mistress 9".  
Las Brujas 5 pronto son descubiertas por las justicieras que protegen al planeta: Sailor Moon y las Sailor Senshi. Cuando se revela la existencia de tres misteriosos talismanes que pueden decidir el destino de la Tierra, descubren que estos tienen la facultad de invocar a la Copa Lunar, un objeto capaz de otorgar a Sailor Moon el poder para derrotar a los Death Busters.

## Diferencias en la historia
La parte de la metaserie en la que aparecieron estos personajes sufrió algunos cambios en su pasaje del manga original a la primera y segunda versión animadas. A esto se debe que en ambas versiones, estos personajes hayan sufrido notables diferencias

### Manga
En el manga y en Sailor Moon Crystal las Brujas 5 están subordinadas a Kaolinite, una bruja de jerarquía superior, quien a su vez sigue las órdenes de Faraón 90. Cada una posee un cetro de poder y un cargo en la jerarquía de la organización de los Death Busters. Aquí, tanto ellas como Kaolinite son en verdad demonios extraterrestres, quienes usan un disfraz de apariencia humana. Recolectan almas humanas para que Pharaoh 90 y el resto de su especie puedan usarlas como sustento a través de su fuente de energía, el Cristal Taioron. Su misión es ofrecer las almas de los estudiantes del colegio Mugen y otras personas para este fin. 
Para robar algunas de esas almas, hipnotizan en secreto a los alumnos del colegio Mugen para que los sirvan y se las entreguen voluntariamente. Mientras tanto, los cuerpos de esos estudiantes son usados para crear más "daimones" o demonios. El profesor Tomoe crea los daimones implantando los huevos de los extraterrestres dentro de un animal o una persona, que luego se convierten en monstruos.
En esta versión, las Brujas 5 y los Death Busters desconocen la existencia de la Copa Lunar. Pharaoh 90 los envía a buscar los talismanes y destruirlos porque según una profecía éstos traerán el fin de su especie. Sólo mucho más tarde se muestra que esto es porque los tres talismanes sirven para invocar a la guerrera destructora Sailor Saturn, así como también al Santo Grial o Copa Lunar de "Súper" Sailor Moon, predestinados a ser los causantes de la derrota de los extraterrestres a manos de las justicieras Sailor Senshi.

### Primer anime
En la versión de Sailor Moon S de la serie de los años 90 las Brujas 5 son cinco mujeres originalmente comunes y corrientes, quienes colaboran voluntariamente con los Death Busters. Su primera misión es robar los "cristales de Corazones Puros" de personas elegidas al azar.
Los cristales de los Corazones Puros son cristales invisibles que todas las personas "puras" y bondadosas llevan dentro y que representan su energía positiva. Sin él, esas personas no tendrían la energía necesaria para vivir y morirían. Las Brujas 5 saben que dentro de los "corazones puros" de tres habitantes de la ciudad de Tokio se ocultan los tres talismanes que pueden hacer aparecer la Copa Lunar, la cual necesitan para lograr su objetivo de traer a Pharaoh 90 a la Tierra. Por esa razón roban los cristales de mucha gente para confirmar si dentro de sus corazones puros están esos talismanes. Este robo del cristal del Corazón Puro de una persona, algo tan vital para su subsistencia, usualmente deja a la víctima en muy mal estado. Más tarde, cuando los talismanes ya han sido hallados, Mistress 9 ordena a las Brujas 5 recolectar más corazones puros para que ella pueda robar su energía y fuerza.
En esta versión los "daimones" o demonios que ayudan a las Brujas 5 a robar los corazones puros también son creados por el profesor Tomoe. Él los crea implantando una semilla o huevo de demonio en un objeto relacionado con la futura víctima. Cada una de las Brujas 5 intenta conseguir para sí el favor y preferencia del Profesor Tomoe, pero sin éxito.

## Personajes

### Eudial (Eugenia, Eugeal)
Eudial (ユージアル Yūjiaru?, llamada Eugenia en el doblaje de España y Eugeal en el doblaje Hispanoamericano) parece ser la mayor de las Brujas 5 (Witches 5), el grupo de malévolas chicas que sirven a los Death Busters. Naoko Takeuchi, creadora de la serie, la designa como la "guerrera de las llamas". Usa aretes con forma de estrella y tiene ojos rojos al igual que su cabello, el cual lleva largo, lacio y dividido en dos coletas sueltas, sujetas apenas con lazos en los extremos. Su nombre proviene de un mineral llamado eudialita.
Eudial es la primera de las Witches 5. Aparece por primera vez en el acto 24 del manga original (equivalente al acto 27 en la edición renovada), en el capítulo 103 de Sailor Moon S y en el episodio 28 de Sailor Moon Crystal. A este personaje se le debe indirectamente la aparición de la Copa Lunar en el primer anime, mientras que en el manga se le debe a otra de las Brujas 5, Cyprine y Ptilol.
- Versión del manga

Eudial o Yuyal tiene el alias de "Yuko Arimura" y dirige la clase de Etiqueta y Filosofía del Colegio Mugen. Su nivel de poder es 78. 
En el manga y en Sailor Moon Crystal, ella organiza un campamento para los estudiantes nuevos del colegio, en la cima del Monte M. Su objetivo es aprovechar la ocasión para hipnotizar a los alumnos y convertirlos en sirvientes de Pharaoh 90, para así obtener sus cuerpos y sus almas. Como las Sailor Senshi ya habían detectado que algo extraño estaba sucediendo con los alumnos de ese colegio, cuando Rei se entera ella decide ir también al Monte M a investigar; con el pretexto de que sólo va allí a meditar al estilo Zazen. Rei decide no decirle nada a Usagi y a las otras Sailor Senshi de sus verdaderas razones para ir al monte, para no ponerlas en peligro. A pesar de ello, ellas la siguen de todas maneras porque es el día del decimoquinto cumpleaños de Rei y quieren festejarlo junto a ella. 
Una vez que llegan allí, se encuentran con Haruka, quien es una estudiante del Colegio Mugen y ha venido al campamento con el propósito de practicar judo. Haruka desafía a las jóvenes a una lucha de judo y Makoto acepta, pensando que podrá vencer a Haruka fácilmente. Sin embargo, Makoto es derrotada al poco tiempo de iniciada la lucha. Es entonces cuando aparece la guía del campamento del Colegio Mugen, Yuko Arimura (es decir Eudial o Yuyal), para llevar a Haruka de regreso con los otros estudiantes. 
Esa noche, las Sailor Senshi sorprenden a la misma guía, Eudial, hipnotizando a los estudiantes junto a una gran hoguera. Rei y Makoto se transforman en Sailor Mars y Sailor Jupiter y luchan contra ella. Sailor Mars la ataca con Serpiente de Fuego de Marte, pero este ataque sólo hace que Eudial muestre su verdadera apariencia como una especie de ser demoníaco similar a la Medusa. Usagi se transforma en Sailor Moon y la destruye con Moon Spiral Heart Attack. Entonces ven a otra Sailor Senshi desconocida que las estaba espiando, Sailor Uranus, alejarse rápidamente del lugar.
Este personaje tiene un ataque llamado Fire Buster.
- Versión del primer anime

Luego de la supuesta muerte de Kaolinite, Eudial tiene a su cargo la misión de encontrar a los dueños de los tres talismanes para así despertar al "enviado del mal" (Mistress 9). Eudial es la primera y la mayor de las cinco brujas que comienza a buscar los talismanes por encargo del profesor Tomoe. Caracterizada como una mujer muy responsable, decidida, y muy ordenada al momento de trabajar en su oficina, no está exenta de envidias por parte de sus compañeras una vez que es nombrada como superior de las Brujas 5. Aun así, decide ignorar lo que ocurre para trabajar arduamente en su tarea y así poder enaltecer el nombre de los Cazadores de la Muerte (Death Busters) y el de las Brujas 5.
Eudial es muy inteligente y usa artefactos que ella misma diseña, como armas lanzallamas y una sofisticada pistola diseñada para extraer el "corazón puro" de las personas. Tras seleccionar una víctima, transporta en su camioneta blanca la "semilla del mal" o huevo que contiene al futuro "daimon" (o demonio) que la ayudará a robar el corazón puro elegido. De manera cómica, su camioneta siempre parece surgir de los lugares menos imaginados; como zoológicos, estaciones del metro o fuentes en los parques. Con sus inventos siempre a la mano, Eudial ataca a las víctimas que cree que podrían ser secretamente dueñas de los talismanes; pero siempre es interrumpida por las Sailor Senshi, así que deja a cargo al daimon de turno. 
En la versión del anime de los 90, de todas las Brujas 5 el personaje de Eudial es el que logra realizar más aportes para el triunfo de los planes de Death Busters o Cazadores de la Muerte, ya que ella es quien logra encontrar los 3 talismanes que invocan a la copa lunar. Sin embargo, la copa cae en manos de Sailor Moon, quien logra utilizar su poder para transformarse en "Súper Sailor Moon" y derrotar a Eudial. Tras este fracaso, Eudial es traicionada por miembros de su propio bando y muere en un accidente en su camioneta cuando se desvía por una curva y cae al mar mientras va conduciendo; dado que los frenos del vehículo habían sido extraídos por Mimete, otra de las Brujas 5.

### Mimete
Mimete (ミメット Mimetto?) es la segunda de las Brujas 5 (Witches 5), quienes sirven a los villanos Death Busters. Aparece por primera vez en el acto 24 del manga original (equivalente al acto 27 en la edición renovada),  en el capítulo 110 de Sailor Moon S y en el episodio 28 de Sailor Moon Crystal. Mimete tiene la apariencia de una joven de cabello corto y muy ondulado, de color naranja que a veces parece rubio, sobre el que lleva puesta una tiara formada con perlas de plata. Sus ojos también son de color naranja, aunque a veces se ven rojos o ámbar. 
Según Naoko Takeuchi, a este personaje le encanta usar la magia y tiene voz de "bimbo". Su nombre proviene de un mineral llamado mimetita. Es la contraparte de Sailor Venus / Minako Aino en los Death Busters.
- Manga

En el manga y en Sailor Moon Crystal, Mimete tiene el alias de "Mimi Hanyu" y dirige la clase de Actuación y Talento del Colegio Mugen. Su nivel de poder es de 40 y su ataque es Charm Buster. Aparece como una ídolo pop y Minako se convierte en gran admiradora suya; sin saber que se trata de una de sus enemigas del grupo de villanos conocidos como los Death Busters. 
Al saber que tanto la cantante Mimete como la violinista Michiru darán cada una un concierto en un festival del colegio Mugen, el mismo día y en salas contiguas, Minako acepta una invitación de Usagi de acompañarla al concierto de Michiru; con la secreta intención de espiar también el recital de Mimete. Sin embargo, ella ignora que el objetivo de Mimete es robar las almas y energía de los estudiantes durante el espectáculo; para lo cual se ha aprovechado de la fama de Michiru como cebo adicional para atraer más espectadores. Puesto que últimamente han estado apareciendo seres monstruosos cerca de ese colegio; Usagi y Minako deciden ir al evento con el objetivo de estudiar de cerca el lugar, en compañía de las demás Sailor Senshi. 
Una vez finalizado el concierto de Michiru, Minako se escabulle a la sala de al lado para ir a ver el de Mimete. Como este otro concierto es sólo para los alumnos del colegio Mugen, la joven usa el poder de la vieja polvera mágica que tenía como Sailor V y se disfraza de alumna del colegio; logrando así entrar sin problemas. Tras presenciar cómo Mimete empieza a hipnotizar a los espectadores con su música, Minako se transforma en Sailor Venus para detenerla. Cuando las demás Sailor Senshi llegan a socorrerla, Mimete pide a su jefa Kaolinite que envíe a los daimones implantados en los estudiantes en su ayuda; pero sin éxito. Luego aparecen Sailor Uranus y Sailor Neptune. Sailor Uranus ataca con su ataque World Shaking y destruye a Mimete.
- Primer anime

En Sailor Moon S, Mimete es la segunda en aparecer y la principal responsable de la muerte de su predecesora, Eudial; puesto que quitó los frenos su camioneta para causar que ésta falleciera en un accidente. Antes de esto, ya había estado acosando a la otra bruja de diversas maneras; a causa de la envidia que sentía al ver que Eudial era la mujer de confianza de su jefe, el profesor Tomoe. Por este motivo, puso una aguja en el zapato de Eudial y llenó de caracoles su casillero, tras lo cual le dejó un anónimo -"la mujer caracol sufrirá un accidente en su camioneta". Una vez que logra deshacerse de Eudial, Mimete recibe de Tomoe la misión de derrotar a las Sailor Senshi, con quienes se enfrenta por primera vez en el episodio 112. Por otra parte, a Mimete también le asignan la tarea de recolectar corazones puros para fortalecer a Mistress 9. Su técnica de ataque, al igual que en el manga, se llama "Charm Buster", siendo la diferencia que en lugar de atacar con luz genera ondas sónicas. 
Para llevar a cabo su misión, Mimete siempre va vestida "de incógnito"; con una gabardina de color café, una pañoleta de color rojo y unos lentes oscuros que, según ella cree, la ayudan a pasar desapercibida. Del mismo modo que Eudial, suele salir de los lugares menos imaginados. Mimete es algo torpe, inmadura e irresponsable. De todas las Brujas 5, es la más desorganizada y distraída, y sus víctimas siempre son hombres célebres y atractivos. Al principio, casi siempre coquetea con ellos en vez de atacarlos; hasta que se desilusiona una vez que ellos, de una u otra forma, terminan "rechazándola". Entonces hace uso de un maletín especial en el que transporta la semilla del daimon de turno para hacer que éste ataque a su víctima. Como varios de sus intentos de recolectar corazones puros son frustrados por las Sailor Senshi, Mimete finalmente decide utilizar uno de los inventos de la fallecida Eudial. Éste le permite entrar a una especie de dimensión virtual, incrementar su propio tamaño y atacar a las justicieras desde varias pantallas de TV. En el momento en se dispone a lanzar su ataque, sin embargo, otra de las Brujas 5 que siente celos de ella, Tellu, aprovecha la ocasión para traicionar y deshacerse de Mimete; desconectando la máquina y dejándola atrapada en la dimensión virtual para siempre.

### Viluy (Beatriz)
Viluy (ビリユイ Biriyui?, Beatriz en el doblaje de España) es las tercera integrante de las Witches 5. Aparece por primera vez en el acto 24 del manga original (equivalente al acto 27 en la edición renovada), en el capítulo 122 de Sailor Moon S y en el episodio 28 de Sailor Moon Crystal. Viluy tiene la apariencia de una joven estudiante de cabello largo y celeste muy pálido, y ojos del mismo color aunque más oscuro. En su atuendo de bruja, incluye un gorro pequeño decorado con trozos pequeños de espejo en forma de mosaico.
Viluy es la más intelectual de las Brujas 5, puesto que asume una actitud analítica sobre todo. Su nombre proviene del mineral viluita (otro nombre con que se designa a la grosularia). Es la contraparte de Sailor Mercury / Ami Mizuno en los Death Busters.   
- Manga

Viluy es la encargada de las clases de Ciencias y Computación del Colegio Mugen, bajo el nombre de Yui Bidoh. Su nivel de poder es 202 y su ataque se llama Mosaic Buster. Al enterarse de que Ami Mizuno es una famosa estudiante prodigio, Viluy pronto establece contacto con ella y la invita a visitar el Colegio Mugen. Durante su visita, Viluy le muestra a Ami el holograma de un sistema de estrellas llamado Tau; sin mencionar que éste es el hogar originario del grupo de villanos al que ella pertenece. Tau es, por lo tanto, el hogar de Pharaoh 90; la entidad demoníaca extraterrestre a la que obedecen los Death Busters y las Brujas 5. 
Al observar a Ami a través de una cámara de vigilancia, entretanto; Kaolinite percibe que la joven es una de sus enemigas, las justicieras Sailor Senshi, y ordena a Viluy que la ataque y robe su alma. Al darse cuenta de lo que sucede, Ami escapa y es accidentalmente vista por dos estudiantes del colegio, Haruka y Michiru, mientras huye por uno de los pasillos del colegio. Cuando Viluy logra acorralar a Ami, Haruka y Michiru se interponen para defenderla. Sin embargo, Viluy invoca a varios estudiantes hechizados para servirla y los envía a atacarlas a las tres; tras lo cual Ami salta por una ventana, seguida por Haruka y Michiru. En medio de su caída desde el decimotercer piso, Ami se transforma en Sailor Mercury, y las tres finalmente aterrizan sanas y salvas en una piscina. Viluy y sus sirvientes corren tras ellas y atacan a Sailor Mercury; quien es atarpada por Viluy en su ataque Mosaic Buster, pero pronto llegan Sailor Moon y las demás Sailor Senshi en su ayuda. En ese momento Haruka y Michiru se transforman en Sailor Uranus y Sailor Neptune delante de ellas por primera vez, confirmando que también son Sailor Senshi. Entonces Viluy es destruida mediante la técnica de ataque Space Sword Blaster de Sailor Uranus.
- Primer anime

En Sailor Moon S ella es la cuarta integrante en aparecer, en lugar de ser la tercera. Llega a ocupar el puesto principal entre las Brujas 5 luego de que Tellu fracasa y muere. Caracterizada como una chica muy inteligente e insensible a la que le gustan la ciencia y las computadoras, Viluy se hace pasar por una estudiante del colegio Mugen bajo la identidad de "Yui Bidoo". Como parte de su plan para obtener cristales de corazones puros para los Death Busters, logra que muchos alumnos del colegio sean sometidos a un test avanzado de conocimiento por computadora. Tras conseguirlo, ella logra emplear las máquinas para extraer los corazones puros de los estudiantes mientras realizan el citado examen. Por medio de un brazalete electrónico, además, Viluy puede comandar unos nanobots a extraer los corazones puros para ella y atacar con descargas de cristales de hielo a quien se interponga. Una vez que las Sailor Senshi visitan el colegio Mugen para investigar estos hechos, conocen a Viluy en su disfraz de Yui Bidoo. Entonces ella finge ser una simple alumna, sirviéndose de su identidad alterna como la estudiante más sobresaliente del colegio; de quien se dice además que ha alcanzado la misma puntuación que la nacionalmente famosa estudiante prodigio, Ami Mizuno (Sailor Mercury). 
Al mismo tiempo, por otra parte, las justicieras Sailor Uranus  y Neptune  ingresan secretamente al edificio; con el objetivo de eliminar a Hotaru Tomoe, una niña que se encuentra poseída por un peligroso ser maligno al que los Death Busters llaman "el enviado del mal" (Mistress 9). Al dar con una habitación especial donde el profesor Tomoe mantiene escondida a la niña, se tropiezan con Sailor Mercury. Ésta trata de impedir que Uranus y Neptune lastimen a Hotaru, puesto que cree que aún es posible liberarla de la influencia del "enviado del mal". Tras sorprenderlas en medio de una discusión, Viluy se da cuenta de que los malévolos planes de su bando han sido descubiertos e intenta exterminarlas. Entonces envía a sus nanobots a atacar a Sailor Uranus y Sailor Neptune, mientras que ella misma es confrontada por Sailor Mercury antes de la llegada de Sailor Moon y las demás Sailor Senshi del Sistema Solar Interno. Al verse rodeada, Viluy trata de atacarlas usando sus nanobots nuevamente; pero el bracalete con el que los comandaba, que había sido dañado durante la batalla, los envía erróneamente a atacarla a ella misma; con lo que Viluy muere a manos de sus propias máquinas.

### Tellu (Marta)
Tellu (テルル Teruru?, Marta en España) es la cuarta de las Witches 5. Aparece por primera vez en el acto 24 del manga original (equivalente al acto 27 en la edición renovada),  en el capítulo 120 de Sailor Moon S y en el episodio 28 de Sailor Moon Crystal. Tellu tiene ojos de color verde claro, al igual que su cabello, el cual lleva peinado en cuatro rodetes (dos a cada lado de su cabeza). Le gusta transformar a las plantas en monstruos a su servicio. Su nombre proviene del mineral telurita. Tanto en el manga como en el anime, usa el alias de "Lulu Teruno". Es la contraparte de Sailor Jupiter / Makoto Kino en los Death Busters.
- Manga

En el manga y en Sailor Moon Crystal, Tellu está a cargo de las clases de Educación Física y Botánica del Colegio Mugen bajo el nombre de Lulu Teruno. Su nivel de poder es de 404 y su técnica de ataque es Mandragora Buster. Ella pone a la venta un número de plantas exóticas creadas por ella misma, llamadas "Tellurians", para extraer las almas de los estudiantes y la gente de Tokio. 
Una de las personas que compra una de sus plantas resulta ser Setsuna Meiou, la reencarnación de Sailor Pluto. Cuando los poderes de la planta están a punto de matarla, Setsuna inesperadamente logra recordar su vida anterior como Sailor Pluto; quien según la temporada anterior murió en el futuro del siglo 30 (mientras luchaba en defensa del reino de Tokio de Cristal), y cuya alma fue enviada por la Neo Reina Serenity a renacer en el pasado del siglo XX. Al recordar esta existencia pasada, Setsuna recupera sus poderes como Sailor Pluto y se dispone a ir en ayuda de cuatro de las Sailor Senshi; quienes han ido a enfrentar a Tellu. Una vez allí, ve cómo la bruja logra esquivar el ataque de Sailor Moon; antes de recibir el golpe de la técnica de Dulce Corazón Rosa de Sailor Chibi Moon. Éste provoca que Tellu se muestre en su verdadera apariencia como un monstruo demoníaco, de igual manera a como ocurrió con Eudial. Entonces aparece por primera vez ante ellas la renacida Sailor Pluto, quien ataca a su vez con Dead Scream; aniquilando finalmente a Tellu.
- Primer anime

En Sailor Moon S ella es la tercera en aparecer en lugar de ser la cuarta. Luego de deshacerse de su rival, Mimete, Tellu consigue que le asignen a ella la tarea de recolectar los corazones puros. Para esto, abre una tienda de flores y vende a la gente unas bellas flores llamadas "Telluns"; las cuales más tarde atacan a sus dueños y extraen una parte de su alma conocida como "cristal del corazón puro". Estos cristales después caen en poder de Tellu, quien los guarda en una especie de contenedor mágico escondido en la estrella negra de su propio atuendo.
Una vez que Sailor Moon, Sailor Chibi Moon, Sailor Pluto y Tuxedo Mask descubren los planes de Tellu, aparecen y luchan contra ella. Tellu entonces muestra su más poderosa planta: la Hyper-Tellun. En medio de la pelea, Tuxedo Mask lanza una de sus rosas de combate en forma de dardo y destruye la estrella negra así como también el contenedor de Tellu; con lo cual todos los cristales de los corazones puros que estaban guardados allí aparecen dispersos en el aire alrededor de la bruja, rodeándola. Al percibir la presencia de los cristales cerca de ella, la propia criatura de Tellu se lanza contra ella, intentando devorarla. Tellu entonces electrocuta a su planta para tratar de hacer que ésta la libere; pero falla y finalmente acaba auto-destruyéndose junto con ésta.
Tellu poseía grandes expectativas y muy buenas ideas, pero su propio poder acabó con ella.

### Cyprine y Ptilol (Petirol)
Cyprine (シプリン Shipurin?) y Ptilol (プチロル Puchiroru?, llamada Petirol en varios doblajes) son dos gemelas que forman parte de las villanas Brujas 5 (Witches 5) así como del grupo de los Death Busters. Aparecen por primera vez en el acto 24 del manga original (equivalente al acto 27 en la edición renovada), en el capítulo 123 de Sailor Moon S y en el episodio 28 de Sailor Moon Crystal. Ambas llevan el mismo peinado: un rodete a un lado de la cabeza, del que cae una gruesa y larga trenza al costado de su cara. Mientras que el cabello y los ojos de Cyprine son de un azul oscuro, los de Ptilol son de color rojo. 
Según palabras de su creadora, Naoko Takeuchi, las gemelas son en realidad una sola persona (Cyprine), puesto que Cyprine ("la hermana mayor") es la "superficie" de la que se desprende su sombra, que es Ptirol (" la hermana menor"), Ptilol, cada vez que deben luchar contra un oponente. El nombre de Cyprine proviene del mineral "cyprina", una variedad azulada de la vesuvianita. El nombre de Ptilol, por su parte, proviene de la clino-ptilolita. Es la contraparte de Usagi Tsukino / Sailor Moon y Chibusa Tsukino / Sailor Chibi Moon en los Death Busters.
A este personaje se le debe indirectamente la aparición de la Copa Lunar en el manga, mientras que en el primer anime se le debe a otra de las Brujas 5, Eudial.
- Manga

Tanto en el manga como en Sailor Moon Crystal, Cyprine tiene el más alto poder de las Brujas 5, con un nivel de 999, y su técnica de ataque se llama Ribbon Buster. También tiene secretamente un clon llamada Ptilol, y ambas actúan en conjunto (pues Pitlol es la manifestación física de los poderes de Cyprine). Cyprine es la encargada las clases de la División Profesional del Colegio Mugen, al igual que la líder y encargada de las clases de hechicería de las Witches 5, y es expresamente convocada por Kaolinite para que se encargue de eliminar a las Sailor Senshi.  
Después de un inefectivo ataque a Sailor Uranus, Cyprine usa sus hechizos de magia negra para manipular los sentimientos oscuros en los corazones de las Sailor Senshi y hacer que peleen entre ellas. Cuando Sailor Moon se da cuenta de que la razón del éxito de ese hechizo es la gran desconfianza que en el fondo sienten unas de otras, se desespera y pide a sus amigas que esa situación cambie. Ante sus ruegos, los broches mágicos de cada una de las justicieras se activan y unen su poder al de los talismanes de Sailor Uranus, Neptune y Pluto para liberar a sus dueñas de la influencia de la bruja y crear "casi accidentalmente" un arma para combatirla: la Copa Lunar. Sailor Moon entonces usa la copa para transformarse en "Súper Sailor Moon" y destruye a Cyprine y Ptilol con su nuevo ataque "Rainbow Moon Heartache".
Juntas, Cyprine y Ptilol son consideradas la número cinco de las Witches 5. Naoko Takeuchi afirmó en su libro Materials Collection que Ptilol es solo una extensión de los poderes de Cyprine, y que las dos actuaban como una porque eran en realidad la misma persona. 
- Primer anime

En el primer anime, al igual que en otras versiones, Cyprine es la última de las Brujas 5 en darse a conocer. Entonces entra en acción junto a su clon o hermana gemela, Ptilol. Al principio, las dos parecen casi invencibles; puesto que pueden bloquear los ataques de las Sailor Senshi del Sistema Solar Interno para luego contraatacar con poderosas descargas por la espalda. Finalmente, las justicieras se dan cuenta de que pueden engañarlas para lograr que se ataquen entre ellas; con lo cual son fácilmente derrotadas.